# Shenzhen
Shenzhen (en chino, 深圳; pinyin, Shēnzhènⓘ; en cantonés, sam¹ zan³) es una ciudad subprovincia localizada en el delta del río de las Perlas, en la costa sur de la provincia de Cantón de la República Popular China. Está ubicada en la frontera natural entre China y Hong Kong, en la desembocadura del río Perla.
Shenzhen es la ciudad con el crecimiento económico más rápido de China. Se ha desarrollado hasta convertirse en la tercera ciudad más grande del país, después de Pekín y Shanghái. Junto con Guangzhou, Hong Kong, Macao y otras ciudades del Delta del río de las Perlas, forma una de las mayores áreas metropolitanas del mundo, con una población de alrededor de cien millones de personas. Los habitantes de Shenzhen están compuestos por inmigrantes de todas partes de China, teniendo la estructura poblacional más joven del país y una cultura urbana antidiscriminatoria.
Shenzhen es el segundo puerto más grande de China y el cuarto puerto más grande del mundo.
Shenzhen es el centro de la industria tecnológica de China y ha sido el lugar de nacimiento de numerosas grandes empresas tecnológicas, como Huawei, Tecno Mobile, Tencent, DJI y BYD.

## Toponimia
El nombre de la ciudad tiene su origen en la denominación que daban los habitantes de la zona a las zanjas de los arrozales que llamaban zhen o chon. Shenzhen significa «zanjas profundas», debido a que la zona en que la ciudad se asienta es una región atravesada por ríos y manglares en la cual existen profundas zanjas en los arrozales.
Hoy en día se la considera el Silicon Valley de China.
La primera mención registrada conocida del nombre Zhen podría datar del 1410 durante la dinastía Ming. Los lugareños llaman a los desagües de los arrozales "zhen" (圳 zanja/desagüe). La ciudad recibió su nombre de una profunda zanja que se encontraba dentro de esta zona.

## Historia

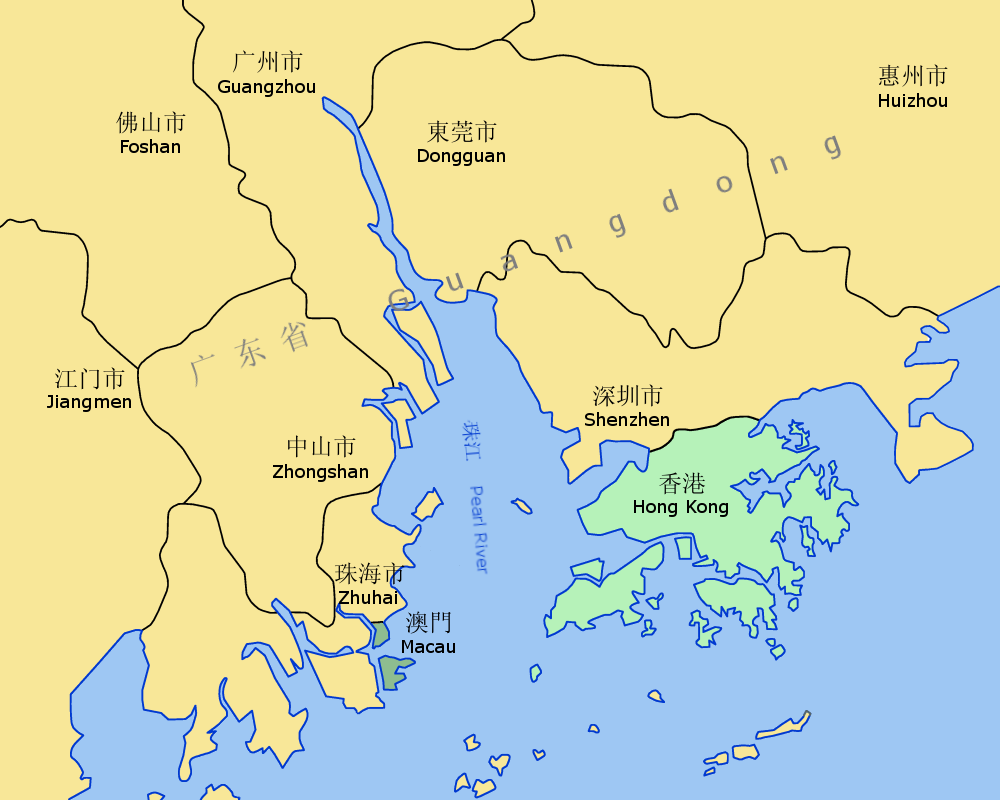
Mapa del delta del río Perla

La historia de la ciudad se remonta a unos 6000 años de antigüedad ya que se han encontrado restos arqueológicos que demuestran que la zona estuvo poblada desde el Neolítico. La historia de la ciudad se puede dividir en cuatro periodos distintos.
El primer periodo se prolonga desde la prehistoria hasta, aproximadamente, el año 1573. En esta época, la ciudad estuvo habitada por los miembros de las tribus baiyue que vivían dedicados básicamente a la pesca y en menor medida a la agricultura.
El segundo periodo, entre el año 1573 y el 1841 fue el del establecimiento del condado de Xinan que se extendía hasta la actual ciudad de Hong Kong. La capital del condado era Nantou. La economía de Xinan se basaba en la explotación de la sal, el té y las especias.
Un tercer periodo histórico abarcaría los años comprendidos entre 1841 y 1979. En 1842, con la firma del Tratado de Nankín, Hong Kong pasó a estar ocupada por los británicos. En 1898 la península de Kowloon fue cedida también con lo que una buena parte del territorio dejó de formar parte del condado de Xinan. En 1913, el condado cambió su nombre al de Bao'an para evitar confundirse con el condado de Xin'an ubicado en la provincia de Henan.
Finalmente, el último periodo en la historia de Shenzhen se inicia en el año 1979 cuando el gobierno central decidió conceder a la ciudad el rango de prefectura. El 1 de mayo de 1980 se la reconoció oficialmente como una zona económica especial (ZEE), la primera que se concedía en toda la República Popular. La declaración de zona económica especial, unida al bajo precio del suelo y de la mano de obra, provocó que gran número de empresas de Hong Kong se trasladaran a Shenzhen, con el consiguiente auge económico y urbanístico para la ciudad. En pocos años, Shenzhen pasó de ser un pueblo de pescadores a una gran metrópoli y uno de los principales centros de producción del país, de hecho es una de las ciudades de más rápido crecimiento del mundo.

## Transporte

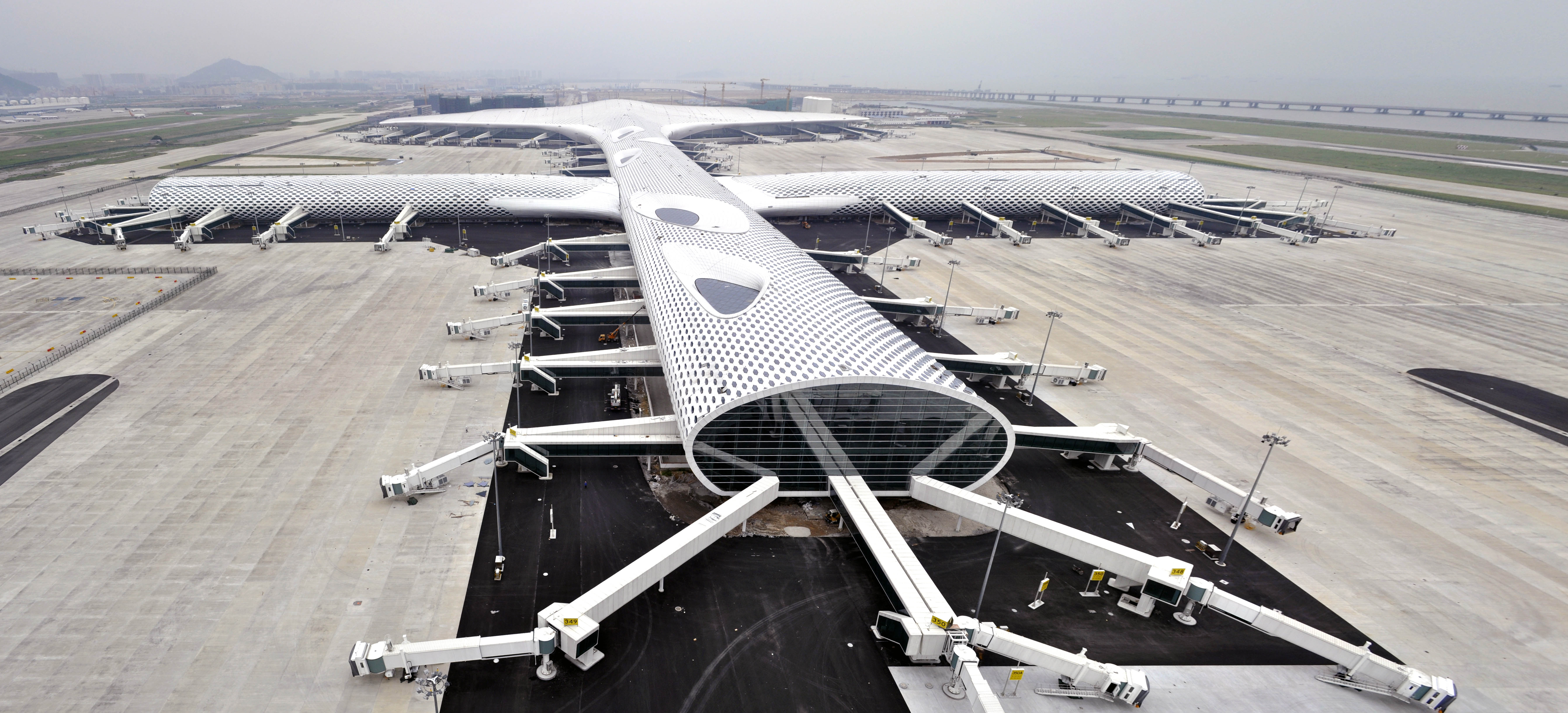
Aeropuerto Internacional Bao'an de Shenzhen T3

En la actualidad la ciudad de Shenzhen cuenta con los siguientes medios de transporte:
- El Aeropuerto Internacional Bao'an de Shenzhen (深圳宝安国际机场) inaugurado el 12 de octubre de 1991.
- La aerolínea Shenzhen Airlines (深圳航空).[10]
- La estación de ferrocarril de Shenzhen (深圳站).[11] La ciudad dispone de 5 estaciones de tren, 4 de ellas con conexiones con trenes de alta velocidad (Shenzhen Norte, Luohu, Futian y Buji). Además el 23/09/2018 se inauguró la línea de tren de alta velocidad entre Guangzhou Sur y Hong Kong, conectando Shenzhen con Hong Kong en solo 14 minutos.
- El metro de Shenzhen inaugurado el 28 de diciembre de 2004.
- Vías marítimas.
- Carreteras que la comunican con sus poblaciones vecinas.

## Deportes
El deporte principal de la ciudad es el fútbol, el equipo local es el Shenzhen Kaisa FC (深圳佳兆业足球俱乐部) fundado el 26 de enero de 1994 conocido en ese entonces como Shenzhen FC (深圳足球俱乐部),el nombre actual lo tomó en 2010. Este equipo juega en la Liga Uno China (中国足球甲级联赛), el estadio es el Estadio de Shenzhen (深圳体育场) inaugurado en junio de 1993 con un costo de 141 millones de yuanes y con capacidad para 33 mil espectadores. Desde abril de 2018 a julio de 2019, fue entrenado por el español Juan Ramón López Caro.
| Predecesor: Belgrado | Universiadas 2011 | Sucesor: Kazán |

## Geografía
El extremo de Shenzhen está situado en el Delta del río de las Perlas. La superficie total de la ciudad de Shenzhen es de 1.996,78 kilómetros cuadrados y el área bajo su jurisdicción es 100% un área urbana construida. El terreno es predominantemente montañoso. La montaña Wutong, ubicada al este del distrito urbano, es el pico más alto de Shenzhen, con una altitud de 943,7 metros.
Shenzhen es una ciudad emergente que tiene pocas industrias pesadas, por lo tanto, goza de la mejor calidad del aire entre las grandes ciudades chinas. Shenzhen posee una gran biodiversidad y alberga muchas especies de animales salvajes protegidos a nivel nacional, como la rana tigrada, la serpiente pitón, el macaco, el civet grande, el leopardo nebuloso, el pangolín y otros.
Shenzhen es una región costera subtropical, húmeda y cálida, con lluvia y calor que ocurren en el mismo período. La temperatura media anual es de 23.0 °C; el mes más frío es enero con una temperatura media de 15.4 °C, mientras que el mes más cálido es julio con una temperatura media de 28.9 °C; la temperatura máxima histórica registrada fue de 38.7 °C el 10 de julio de 1980 y la temperatura mínima histórica de 0.2 °C el 11 de febrero de 1957; las horas de sol anuales promedio son 1837.6; el promedio de precipitaciones anuales es de 1935.8 milímetros.

## Demografía
| Gráfica de evolución de Shenzhen entre 1950 y 2024 |
|                                                    |

## División administrativa
Desde 2018, Shenzhen se divide en 9 distritos y Dapeng, la zona franca de desarrollo económico bajo la jurisdicción de Longgang:
| Mapa                                                                           | Nombre            | Chino    | Hanyu Pinyin     | Población (censo de 2010) | Área (km²) | Densidad (/km²) |
| ------------------------------------------------------------------------------ | ----------------- | -------- | ---------------- | ------------------------- | ---------- | --------------- |
| Futian Luohu Nanshan Yantian Bao'an Longgang Guangming Pingshan Longhua Dapeng | Futian            | 福田区   | Fútián Qū        | 1.318.055                 | 79         | 16.756          |
| Futian Luohu Nanshan Yantian Bao'an Longgang Guangming Pingshan Longhua Dapeng | Luohu             | 罗湖区   | Luóhú Qū         | 923.423                   | 79         | 11.726          |
| Futian Luohu Nanshan Yantian Bao'an Longgang Guangming Pingshan Longhua Dapeng | Nanshan           | 南山区   | Nánshān Qū       | 1.087.936                 | 182        | 5.877           |
| Futian Luohu Nanshan Yantian Bao'an Longgang Guangming Pingshan Longhua Dapeng | Yantian           | 盐田区   | Yántián Qū       | 208.861                   | 72         | 2.798           |
| Futian Luohu Nanshan Yantian Bao'an Longgang Guangming Pingshan Longhua Dapeng | Bao'an            | 宝安区   | Bǎo'ān Qū        | 2.638.807                 | 402        | 6.564           |
| Futian Luohu Nanshan Yantian Bao'an Longgang Guangming Pingshan Longhua Dapeng | Longgang          | 龙岗区   | Lónggǎng Qū      | 1.831.225                 | 382        | 2.794           |
| Futian Luohu Nanshan Yantian Bao'an Longgang Guangming Pingshan Longhua Dapeng | Longhua           | 龙华区   | Lónghuá Xīn Qū   | 1.379.000                 | 175        | 7.880           |
| Futian Luohu Nanshan Yantian Bao'an Longgang Guangming Pingshan Longhua Dapeng | Guangming         | 光明区   | Guāngmíng Xīn Qū | 481.420                   | 156        | 3.097           |
| Futian Luohu Nanshan Yantian Bao'an Longgang Guangming Pingshan Longhua Dapeng | Pingshan          | 坪山区   | Píngshān Xīn Qū  | 309.211                   | 168        | 1.852           |
| Futian Luohu Nanshan Yantian Bao'an Longgang Guangming Pingshan Longhua Dapeng | Dapeng (longgang) | 大鹏新区 | Dàpéng Xīn Qū    | 180.000                   | 294        | 612             |
| Futian Luohu Nanshan Yantian Bao'an Longgang Guangming Pingshan Longhua Dapeng | Total             | Total    | Total            | 10.357.938                | 1.989      | 5.201           |

Originalmente, los cuatro primeros estaban dentro de la zona económica especial mientras que los distritos Bao'an y Longgang quedaban fuera de la misma y estos se dividen a su vez en 2 zonas especiales llamadas nuevas áreas Guangming (光明新区), Longhua (龙华新区), Pingshan (坪山新区) y Dapeng (大鹏新区), respectivamente. Sin embargo, desde el 1 de julio de 2010, la distinción fue rota, el control de las fronteras la zona económica original fue cancelado, y la zona económica especial de Shenzhen se amplió a toda la ciudad.
Localizado en el centro de la zona económica y vecino de Hong Kong, el distrito de Luohu es centro financiero y comercial, Ocupando un área de 78,76 km². Futian es el distrito en el que se encuentra el gobierno municipal, ocupa un área de 78.66 km². Con un área de 185,49 km², el distrito de Nanshan es el centro de las industrias tecnológicas. El puerto de Yantian se encuentra en el distrito de Shenzhen y es la segunda mayor terminal de carga en China.

## Clima
Shenzhen es una ciudad ubicada sobre el trópico de Cáncer, y debido al anticiclón de Siberia y el mar de China la ciudad experimenta inviernos relativamente secos y poca nieve.
El monzón alcanza su pico máximo en los meses de verano, entonces el clima se vuelve cálido y húmedo, pero moderado y propenso a los aguaceros torrenciales. La temperatura media anual es de 22 °C y la precipitación es de más de 1900 mm.
| Parámetros climáticos promedio de Shénzhen (1971–2000) | Parámetros climáticos promedio de Shénzhen (1971–2000) | Parámetros climáticos promedio de Shénzhen (1971–2000) | Parámetros climáticos promedio de Shénzhen (1971–2000) | Parámetros climáticos promedio de Shénzhen (1971–2000) | Parámetros climáticos promedio de Shénzhen (1971–2000) | Parámetros climáticos promedio de Shénzhen (1971–2000) | Parámetros climáticos promedio de Shénzhen (1971–2000) | Parámetros climáticos promedio de Shénzhen (1971–2000) | Parámetros climáticos promedio de Shénzhen (1971–2000) | Parámetros climáticos promedio de Shénzhen (1971–2000) | Parámetros climáticos promedio de Shénzhen (1971–2000) | Parámetros climáticos promedio de Shénzhen (1971–2000) | Parámetros climáticos promedio de Shénzhen (1971–2000) |
| Mes                                                    | Ene.                                                   | Feb.                                                   | Mar.                                                   | Abr.                                                   | May.                                                   | Jun.                                                   | Jul.                                                   | Ago.                                                   | Sep.                                                   | Oct.                                                   | Nov.                                                   | Dic.                                                   | Anual                                                  |
| ------------------------------------------------------ | ------------------------------------------------------ | ------------------------------------------------------ | ------------------------------------------------------ | ------------------------------------------------------ | ------------------------------------------------------ | ------------------------------------------------------ | ------------------------------------------------------ | ------------------------------------------------------ | ------------------------------------------------------ | ------------------------------------------------------ | ------------------------------------------------------ | ------------------------------------------------------ | ------------------------------------------------------ |
| Temp. máx. abs. (°C)                                   | 28.6                                                   | 28.8                                                   | 30                                                     | 31                                                     | 31.1                                                   | 35.6                                                   | 37                                                     | 34                                                     | 33                                                     | 31                                                     | 30                                                     | 29                                                     | 37                                                     |
| Temp. máx. media (°C)                                  | 19.7                                                   | 19.7                                                   | 22.7                                                   | 26.3                                                   | 29.3                                                   | 31.1                                                   | 32.2                                                   | 32.0                                                   | 31.2                                                   | 28.9                                                   | 25.1                                                   | 21.5                                                   | 26.6                                                   |
| Temp. media (°C)                                       | 14.9                                                   | 15.5                                                   | 18.7                                                   | 22.5                                                   | 25.7                                                   | 27.8                                                   | 28.6                                                   | 28.2                                                   | 27.2                                                   | 24.7                                                   | 20.4                                                   | 16.4                                                   | 22.6                                                   |
| Temp. mín. media (°C)                                  | 11.7                                                   | 12.7                                                   | 16.0                                                   | 19.9                                                   | 23.2                                                   | 25.2                                                   | 25.7                                                   | 25.5                                                   | 24.3                                                   | 21.6                                                   | 17.1                                                   | 12.9                                                   | 19.7                                                   |
| Temp. mín. abs. (°C)                                   | 6.5                                                    | 4.8                                                    | 7.9                                                    | 7.9                                                    | 13.2                                                   | 16.3                                                   | 14.2                                                   | 12.3                                                   | 11.5                                                   | 10.0                                                   | 5.9                                                    | 1.0                                                    | 1.0                                                    |
| Lluvias (mm)                                           | 29.8                                                   | 44.1                                                   | 67.5                                                   | 173.6                                                  | 238.5                                                  | 296.4                                                  | 339.3                                                  | 368.0                                                  | 238.2                                                  | 99.4                                                   | 37.4                                                   | 34.2                                                   | 1966.4                                                 |
| Días de lluvias (≥ 0.1 mm)                             | 7.07                                                   | 10.07                                                  | 10.77                                                  | 12.73                                                  | 15.60                                                  | 18.47                                                  | 17.00                                                  | 18.30                                                  | 14.83                                                  | 7.63                                                   | 5.63                                                   | 5.97                                                   | 144.1                                                  |
| Horas de sol                                           | 147.9                                                  | 98.8                                                   | 101.4                                                  | 110.2                                                  | 149.8                                                  | 173.6                                                  | 220.0                                                  | 188.6                                                  | 181.2                                                  | 199.5                                                  | 184.3                                                  | 178.5                                                  | 1933.8                                                 |
| Humedad relativa (%)                                   | 71.7                                                   | 76.8                                                   | 79.5                                                   | 81.0                                                   | 81.7                                                   | 81.8                                                   | 80.5                                                   | 81.8                                                   | 78.8                                                   | 72.4                                                   | 68.4                                                   | 67.1                                                   | 76.8                                                   |
| Fuente: 21CMA 25 de enero de 2009                      |                                                        |                                                        |                                                        |                                                        |                                                        |                                                        |                                                        |                                                        |                                                        |                                                        |                                                        |                                                        |                                                        |

## Religión

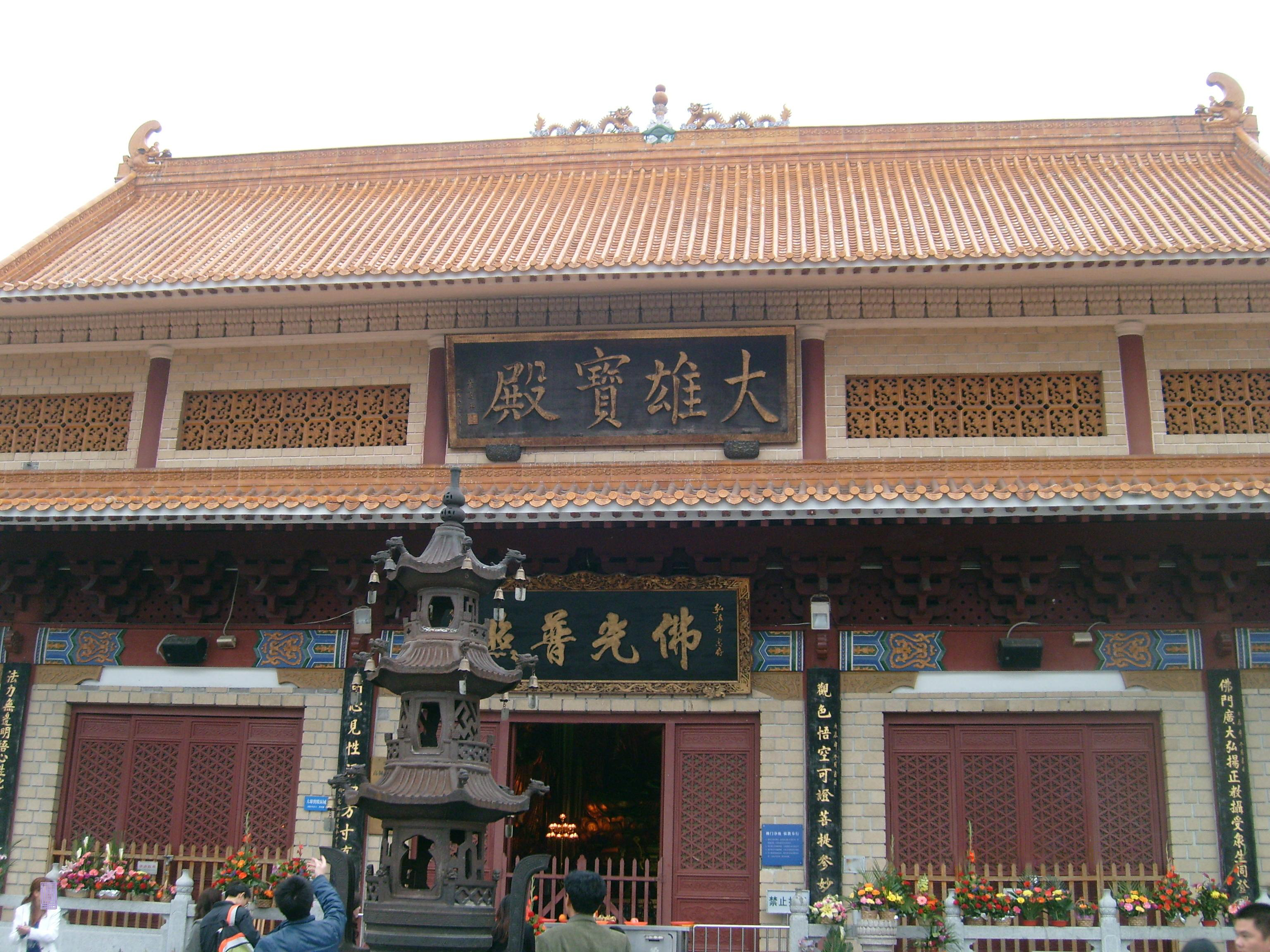
Templo de Hongfa, Shenzhen

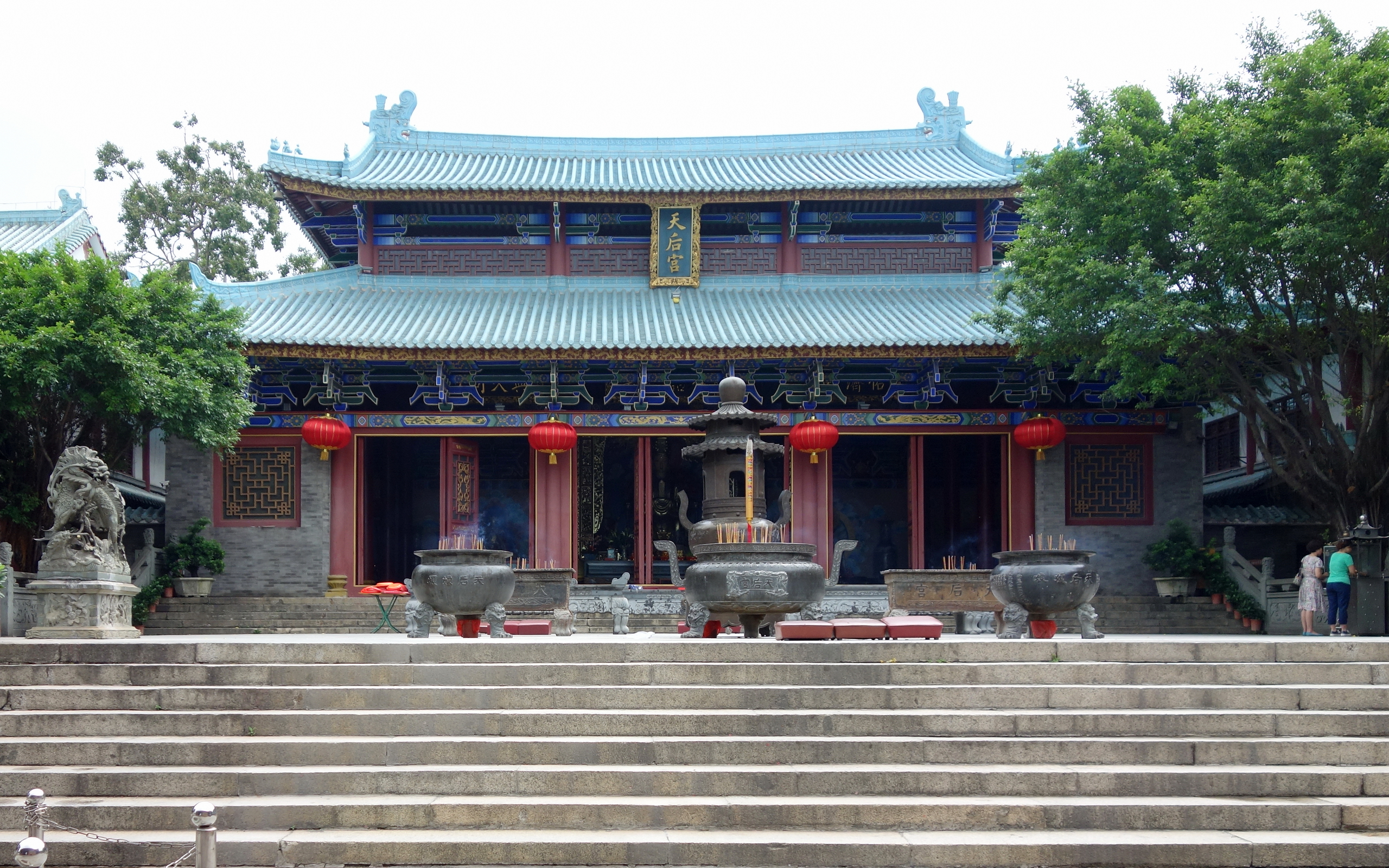
Templo de Chiwan

Según datos del año 2010 recogidos para un proyecto de investigación por la Universidad del Sur de California, la ciudad de Shenzhen está compuesta aproximadamente por un 37% de practicantes de religión tradicional china, un 26% de budistas, un 18% de taoístas, un 2% cristianos, un 2% musulmanes, y un 15% no afiliado.

## Economía
La producción económica de Shenzhen ocupa el cuarto lugar entre las 659 ciudades chinas (después de Pekín, Shanghái y Cantón). En 2014, el PIB de Shenzhen ascendió a 260.48 mil millones de dólares, igualando a provincias de tamaño medio por términos de PIB total. Su producción económica total es mayor que la de Portugal, Irlanda y Vietnam. Su PIB per cápita fue ¥ 149.500 (24.336 dólares) en 2014.
En 2013, la contribución del parque industrial al agregado del PIB fue de 0,04:43,43:56,53. Se destacan también las importaciones y los volúmenes de exportación, la producción industrial, sus impuestos internos dentro del presupuesto local, y el uso de capital extranjero.
El puerto de Shenzhen es, desde el 2013, el segundo puerto de China (después del puerto de Shanghái tomando en cuenta la actividad y el tránsito de mercancía) y el cuarto más importante del mundo. Sus instalaciones se distribuyen por Fuyong, Xuadong, Shayuchong, Neihe, Da Chan Bay, Shekou, Chiwang, Mawan, Yantian y Dongjiaotou.Su crecimiento parece mayor que el resto de puertos chinos, y seis nuevas zonas portuarias ya se están construyendo entre Shenzhen y Hong Kong. Paralelamente, esta proyectada la construcción de otras veinte nuevas zonas portuarias que unirían Shenzhen y Hong Kong, colocando a Shenzhen en el número 1 del ranking mundial.
Shenzhen es un importante centro de fabricación en China. En la década de los 90, fue descrita como la construcción de "un rascacielos de un día y un boulevard cada tres días". En la actualidad cuenta con 26 edificios de más de 200 metros de altura, incluyendo el Kingkey 100 (el noveno edificio más alto del mundo), y Shun Hing Square (el 19.º edificio más alto del mundo).

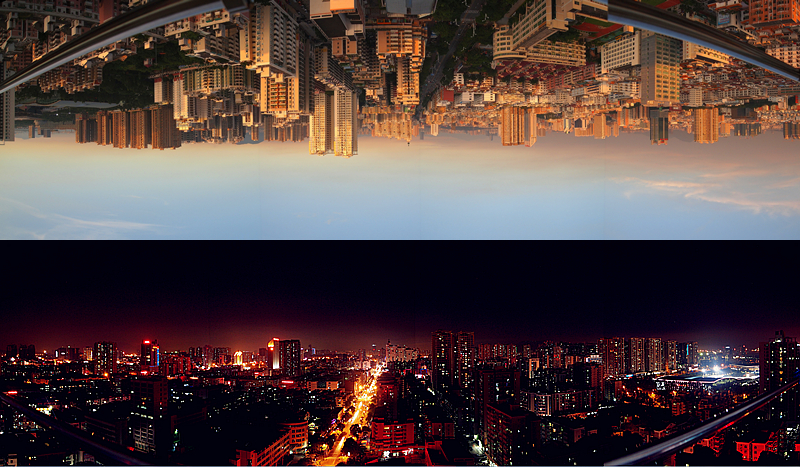
Noche y día en Shenzhen

La ciudad también se considera uno de los mayores centros tecnológicos de Asia ya que es la sede de algunas de las empresas tecnológicas más importantes de China, como Huawei, ZTE, OnePlus, BYD, Hasee, Umidigi, Tecno Mobile, Konka, Skyworth, Tencent, Coolpad, Gionee, DJI y Grupo BGI (Instituto de Genómica de Pekín).
Shenzhen es un enlace entre la parte continental de China y Hong Kong, y un centro de transporte de la costa meridional de China. La ciudad se destaca en el desarrollo de alta tecnología, los servicios financieros, el comercio exterior, el transporte y las industrias creativas y culturales. Se ha asumido la misión de pilotar la reforma estructural y la continua apertura al mundo fuera de China.
- Bolsa de Shenzhen (en chino: 深圳证券交易所) es un mercado nacional de valores mutualizado dependiente de la Comisión Reguladora del Mercado de Valores de China, que ofrece un espacio para la negociación de valores. Es una de las tres bolsas de valores de la República Popular de China, junto con las Bolsas de Shanghái y Hong Kong. Desde su creación en 1990, ha crecido con una capitalización de mercado de alrededor de un billón de yuanes (122 millones de dólares estadounidenses). A diario, se producen aquí alrededor de 600 000 ofertas, valoradas en 807 millones de dólares de comercio.

## Cultura

### Educación
- Universidad de Shenzhen (深圳大学, Shenzhen University): Fundada en 1983, es la principal universidad integral de Shenzhen y abarca una amplia gama de campos académicos.

- Universidad del Sur de Ciencia y Tecnología (南方科技大学, Southern University of Science and Technology, SUSTech): Una universidad de ciencia y tecnología en rápido desarrollo, establecida en 2010.

- Instituto de Tecnología de Harbin, Shenzhen (哈尔滨工业大学（深圳）, Harbin Institute of Technology, Shenzhen): Campus de Shenzhen del Instituto de Tecnología de Harbin.

- Escuela de Posgrado de la Universidad de Pekín en Shenzhen (北京大学深圳研究生院, Peking University Shenzhen Graduate School): Institución de educación de posgrado de la Universidad de Pekín en Shenzhen.

- Escuela de Posgrado de la Universidad de Tsinghua en Shenzhen (清华大学深圳研究生院, Tsinghua University Shenzhen Graduate School): Institución de educación de posgrado de la Universidad de Tsinghua en Shenzhen.

- Universidad de Tecnología de Shenzhen (深圳技术大学, Shenzhen Technology University): Universidad de ciencia e ingeniería con un enfoque en tecnología aplicada.

- Universidad Shenzhen MSU-BIT (深圳北理莫斯科大学, Shenzhen MSU-BIT University): Universidad establecida en cooperación entre la Universidad Estatal de Moscú y la Universidad de Tecnología de Pekín.

- Universidad China de Hong Kong, Shenzhen (香港中文大学（深圳）, The Chinese University of Hong Kong, Shenzhen): Campus de Shenzhen de la Universidad China de Hong Kong.

### Cultura popular

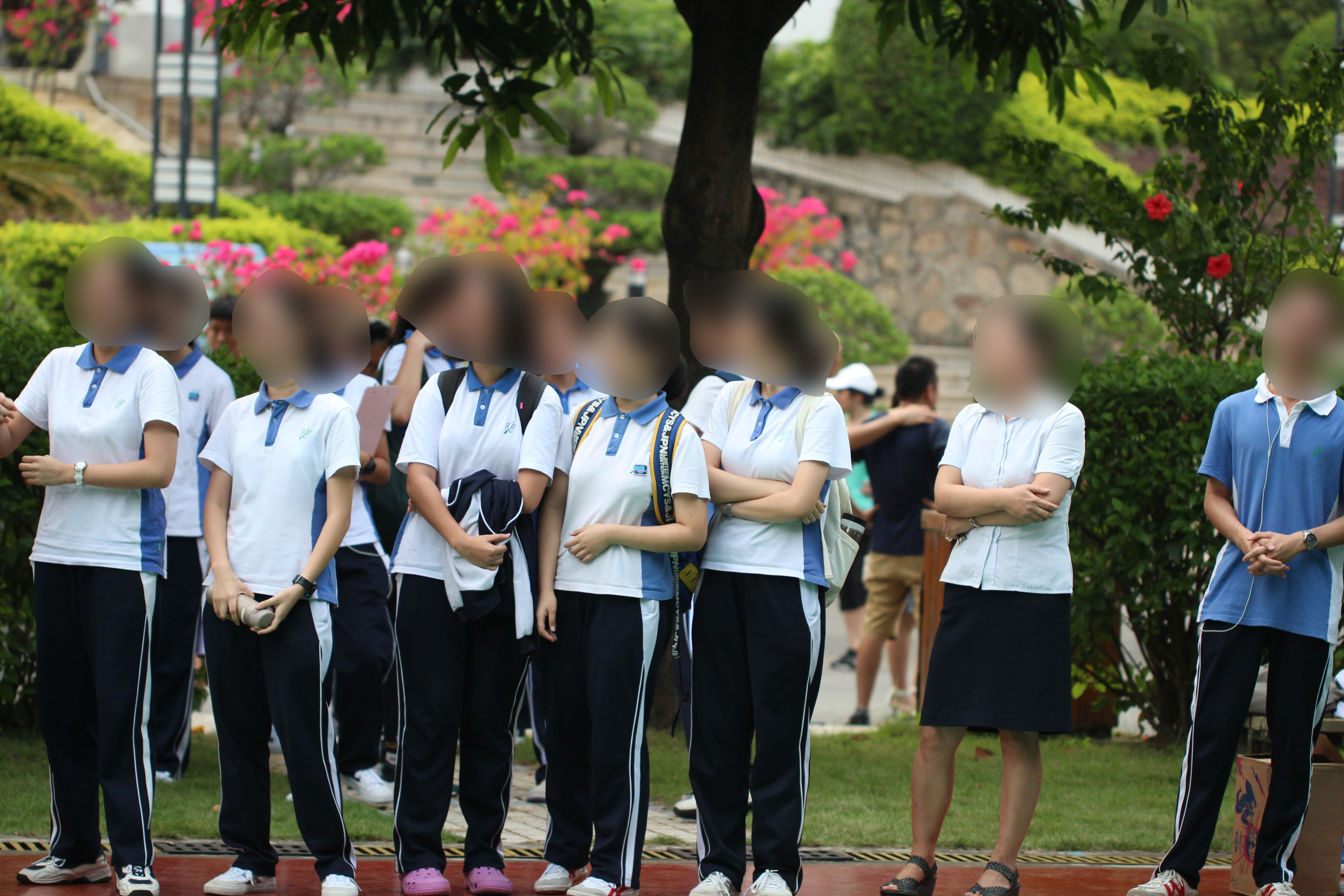
Uniformes escolares de Shenzhen

Uniformes escolares de Shenzhen. Shenzhen cuenta con un uniforme escolar estandarizado para toda la ciudad para las escuelas primarias y secundarias. Los uniformes presentan una combinación de colores azul y blanco, con los colores invertidos para niños y niñas. Este conocido conjunto de uniformes es representativo de los uniformes de los estudiantes chinos. A menudo es usado por celebridades de Internet y personajes de anime.

## Arquitectura
Desde 2017, Shenzhen es la ciudad con el mayor número de rascacielos en el mundo. Actualmente, cuenta con 185 rascacielos de más de 200 metros de altura, ubicándose en el primer lugar a nivel mundial, y esta cifra sigue en aumento.

## Galería
|                       |
| Shenzhen Coastal City |

|                  |
| Distrito Nanshan |

|                            |
| East Pacific Center Towers |

|                       |
| Parque de Lianhuashan |

|                    |
| Distrito de Futian |

|                 |
| Plaza Shun Hing |

|                             |
| Frontera Shenzhen-Hong Kong |

|              |
| Río Shenzhen |

## Lugares de interés turístico

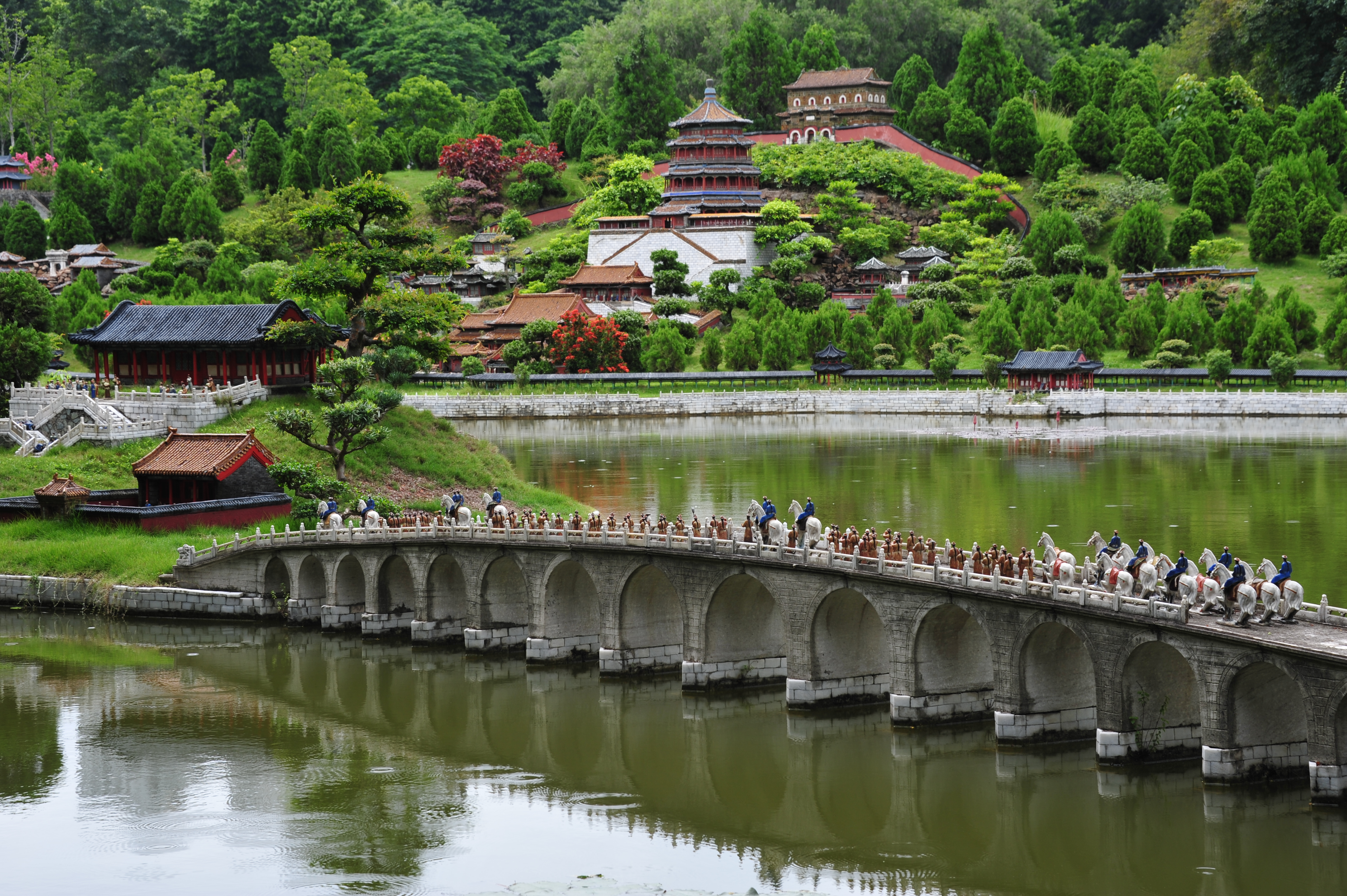
China espléndida

- La Ventana del mundo: Contiene réplicas de lugares y de diversos edificios del mundo y la puesta en escena de danzas y coreografías de múltiples países. Hay en total 118 réplicas, como las pirámides de Egipto, el Gran Cañón de Estados Unidos, el Arco del Triunfo o la torre Eiffel de París, que tiene una altura de 108 metros, la tercera parte de la real.
- China espléndida: Es un parque con miniaturas que representan los lugares más significativos del país así como los momentos históricos más relevantes de China. El parque ocupa un área de más de 315.000 m² y cuenta con más de 100 escenarios.
- Antigua fortaleza Dapeng: Se encuentra a unos 50 kilómetros del centro de la ciudad. Fue construida en 1394 durante la dinastía Ming para luchar contra los ataques que realizaban los invasores Da Peng Suo Cheng.
- Calle Zhongying: Es fruto de los acuerdos que se establecieron entre el gobierno chino y el británico. La calle está dividida en dos partes por ocho enormes piedras; antiguamente, una parte de la calle estaba bajo control chino mientras que la otra estaba bajo control británico. En la actualidad, la mitad de la calle sigue perteneciendo a Hong Kong.
- Dongmen: Zona de compras con miles de tiendas al detalle y al por mayor. Allí se abrió el primer McDonald's abierto en China.

## Ciudades hermanadas
Shenzhen está hermanada con:
- Houston, Estados Unidos, marzo de 1986.
- Brisbane, Australia, junio de 1992.
- Poznań, Polonia, julio de 1993.
- Kingston, Jamaica, marzo de 1995.
- Lomé, Togo, junio de 1996.
- Núremberg, Alemania, mayo de 1997. El hermanamiento se orienta al intercambio de conocimientos en tecnología de transportes, comunicaciones, medioambiente, medicina, etc. El intercambio a nivel cultural (teatro, música) entre ambas ciudades es muy intenso. Delegaciones de estudiantes de secundaria de los institutos de Núremberg y de Shenzhen se visitan recíprocamente.
- Tsukuba, Japón, junio de 2004.
- Gwangyang, Corea del Sur, octubre de 2004.
- Johor Bahru, Malasia, julio de 2006.
- Perm, Rusia, 2006.
- Turín, Italia, enero de 2007.
- Timişoara, Rumanía, febrero de 2007.
- Rotherham, Reino Unido, noviembre de 2007.
- Montevideo, Uruguay, febrero de 2009.
- Barcelona, España, julio de 2012.

### Otros hermanamientos
El Puerto de Shenzhen está hermanado y tiene convenios de colaboración con:
- El Puerto de Santa Cruz de Tenerife, España; desde el 5 de junio de 2013.[21]